# Émilie Gillet
Émilie Gillet és una creadora de sintetitzadors modulars. Va crear mòduls de codi obert amb la seva companyia Mutable Instruments, que va estar activa del 2013 al 2022, quan va decidir tancar la companyia.